# Emma Wikén
Emma Wikén (Berg, 1º maggio 1989) è una fondista svedese.

## Biografia
Originaria di Åsarna di Berg, ha esordito in Coppa del Mondo il 6 marzo 2010 a Lahti (28ª) a ai Campionati mondiali a Val di Fiemme 2013, vincendo la medaglia d'argento nella staffetta.
Ha preso parte per la prima volta a un'edizione dei Giochi olimpici invernali a Soči 2014 (12ª nella 10 km, 8ª nella 30 km, 9ª nello skiathlon, 1ª nella staffetta); l'anno dopo ai Mondiali di Falun 2015 si è classificata 16ª nella 10 km, 25ª nella 30 km e 18ª nello skiathlon.
Ha ottenuto il primo podio in Coppa del Mondo il 18 dicembre 2016 a La Clusaz (3ª); ai successivi Mondiali di Lahti 2017 si è classificata 32ª nella 30 km.

## Palmarès

### Olimpiadi
- 1 medaglia:
  - 1 oro (staffetta a Soči 2014)

### Mondiali
- 1 medaglia:
  - 1 argento (staffetta a Val di Fiemme 2013)

### Mondiali juniores
- 1 medaglia:
  - 1 argento (staffetta a Praz de Lys - Sommand 2009)

### Coppa del Mondo
- Miglior piazzamento in classifica generale: 16ª nel 2015
- 1 podio (a squadre):
  - 1 terzo posto